# Classe Al Basra
La classe Al Basra est une classe de  patrouilleur, navire de soutien multifonction construite par RiverHawk OSV 60 ,  offrant une large gamme de capacités allant du commandement et contrôle au soutien et à la protection des installations pétrolières ou gazière, pour servir de «vaisseau mère» pour les patrouilleurs. Les navires de la classe sont exploités par la marine américaine et la marine irakienne.

## Historique
International Maritime Consultants (IMC)  était responsable de la conception fonctionnelle de l'OSV de 60 mètres de classe Al Basra de la marine irakienne livré en 2012. La conception originale s'inspire fortement du secteur des navires de soutien offshore, car les bateaux ont été conçus pour mener à la fois des opérations de sécurité maritime et des tâches de service offshore.
C'est une société indépendante de conseil en architecture navale basée à Fremantle, en Australie-Occidentale, qui fournit une gamme complète de services d'architecture navale, d'ingénierie maritime et de gestion de projet aux industries marines, maritimes et offshore mondiales.

## Caractéristiques et capacités

### Transport de troupes
Les navires de la classe Al Basra peuvent accueillir des dizaines de soldats, y compris des commandos de marine, des plongeurs sous-marins ou un soutien au transport pour les changements d'équipage et le réapprovisionnement des plates-formes. Le pont de puits peut accueillir deux bateaux d'attaque rapide et donne au navire la capacité d'intercepter des navires suspects, de rechercher et de sauver et de débarquer des troupes à terre.

### Soutien
La classe Al Basra est construite et équipée pour accomplir une variété de travaux. Le navire est équipé d'une capacité de lutte contre les incendies et de moniteurs d'incendie pour lutter contre les incendies externes en mer. De plus, le navire est équipé d'un équipement de confinement et de récupération du pétrole pour aider au nettoyage d'un déversement en mer. De plus, le navire a une capacité de remorquage.

### Navire de patrouille
La classe Al Basra est maniable dans des conditions météorologiques très difficiles et peut accomplir toute la mission d'un navire de patrouille offshore. Le navire a la capacité d'agir en tant que «vaisseau mère» pour les petits bateaux de patrouille et a pour mission de fournir un soutien logistique pour les réparations, les provisions d'équipage, jusqu'au ravitaillement .

### Armement
Les navires de cette classe sont armées avec un 30mm DS30M Mark 2 Automated Small Calibre Gun (en) pour la défense aérienne et les tirs navals. Ils sont également équipés de quatre mitrailleuses Browning M2 de 12,7 mm  et de six mitrailleuses légères M240.